# Bathyamaryllis pulchellus
Bathyamaryllis pulchellus is een vlokreeftensoort uit de familie van de Amaryllididae. De wetenschappelijke naam van de soort is voor het eerst geldig gepubliceerd in 1896 door Bonnier.